# Футбольная ассоциация Чехии
Футбо́льная ассоциа́ция Чешской Республики (чеш. Fotbalová asociace České republiky) — организация, осуществляющая контроль и управление футболом в Чехии. Располагается в Праге. Основана 19 октября 1901 года как Чешский союз футбольный (чеш. Český svaz footballový), член ФИФА с 1907, а УЕФА с 1954 года. Футбольная ассоциация организует деятельность и управляет национальными сборными по футболу, в их число входит и главная национальная сборная. Под эгидой ассоциации проводятся соревнования в Synot лиге, Футбольной национальной лиге и Кубке. В период существования Чехословакии, с 1922 по 1993 год, организация носила название Чехословацкий футбольный союз (чеш. Československý fotbalový svaz) и была главным футбольным органом в единой стране. До 26 июня 2011 года ассоциация официально называлась Чешско-Моравский футбольный союз (чеш. Českomoravský fotbalový svaz).